# Enea OSE
Enea（エニアと発音）OSE(Operating System Embedded)は商用のリアルタイムオペレーティングシステム（OS）であり、主に組み込みシステム向けに販売されている。

## 詳細
Enea OSEはダイレクトメッセージパッシングの方式を用いており、分散環境に適したOSである。独自のIPC(インタープロセスコミュニケーション）であるLINXは異なるメディア等においても透過的なプロセス間通信が可能であり、異なるCPU間にあるプロセス同士があたかもひとつのOS上で動作しているかのように振舞う。
また、このLINXはLinux向けにも提供されておりOSE-Linux間においても透過的な通信を可能とする。Linux向けのLINXはGPLにて無料提供されている。

## 技術
OSE上のプログラミングは、基本的に8つのシステムコールだけで多くのプログラムを組むことができます。OSEはサブセットAPIにより、少ないアプリケーションコードの変更によって、同OSEファミリーであるOSEck、OSE Epsilonとの間の移植性／再利用性も高めています。
OS構造はモジュラー構造、マルチレイヤー・アーキテクチャ、非同期のダイレクト・メッセージ・パッシング等から構成され、シングルCPUから大規模な分散環境（マルチコア／マルチCPU）システムまで容易に拡張できるアプリケーションの概念化を可能にしている。
エラーハンドリングに関しては集中管理方式を採用しており、これにより設計および管理を容易にしている。
マルチコアに対して独自のハイブリッド構造を取っており、SMPの持つ設計の容易さとAMPの持つ高性能を兼ね備えたOSであると言っている。

## 競合OS
組み込み市場での主な競合OSは、VxWorks, Linux, QNX等である。